# Gare de Nishi-Kokubunji
La gare de Nishi-Kokubunji  (西国分寺駅, Nishi-Kokubunji-eki) est une gare ferroviaire de la ville de Kokubunji, dans la préfecture de Tokyo au Japon. Elle est exploitée par la compagnie JR East.

## Situation ferroviaire
La gare de Nishi-Kokubunji est située au point kilométrique (PK) 32,8 de la ligne Chūō et au PK 32,7 de la ligne Musashino.

## Histoire
La gare a été inaugurée le 1er avril 1973.

## Services aux voyageurs

### Accès et accueil
La gare dispose d'un bâtiment voyageurs, avec guichet, ouvert tous les jours.

### Desserte
- Ligne Chūō :
  - voie 1 : direction Shinjuku et Tokyo
  - voie 2  : direction Tachikawa et Takao
- Ligne Musashino :
  - voie 3  : direction Fuchū-Hommachi
  - voie 4 : direction Nishi-Funabashi